# Susanna Padovani
Susanna Padovani (Milano, 30 gennaio 1963) è un'ex cestista italiana.

## Carriera
Playmaker di 168 cm, ha giocato in Serie A1 con Priolo Gargallo.
Esordisce in serie A nel 1979 a 16 anni e vi rimane per 21 stagioni per un totale di 589 presenze. 59 presenze in nazionale A, 2 campionati europei, una Coppa Ronchetti con la squadra di club, 1 scudetto, 5 scudetti giovanili e tantissima classe.

## Palmarès
- Campionato italiano: 1
Trogylos Priolo: 1988-1989